# Cours particulier
Pour le film, voir Cours particulier (film).
 (décembre 2013).
Si vous disposez d'ouvrages ou d'articles de référence ou si vous connaissez des sites web de qualité traitant du thème abordé ici, merci de compléter l'article en donnant les références utiles à sa vérifiabilité et en les liant à la section « Notes et références ».
Un cours particulier ou enseignement individuel est un cours où l'élève est seul avec le professeur. Les cours particuliers peuvent couvrir beaucoup de disciplines et être le cas par exemple pour des cours de musique, des cours de natation, des cours de ski, des cours de soutien scolaire (cours de français, de mathématiques, de langues...) ou autre. Certains enfants handicapés ou avec d'importantes difficultés ont également besoin de cours particuliers pour progresser.
Des sociétés se sont spécialisées dans la mise en relation entre les élèves ou parents d'élèves et les professeurs (comme Cours Legendre, Groupe Réussite ou encore Apprentus).
Les cours particuliers peuvent avoir lieu à domicile, mais pas obligatoirement.
Le coût des cours particuliers varie selon plusieurs facteurs : niveau d'études, matière enseignée, expérience du professeur et localisation géographique. En France, certaines aides comme le crédit d'impôt pour l'emploi d'un salarié à domicile peuvent réduire le coût final pour les familles.

## Histoire

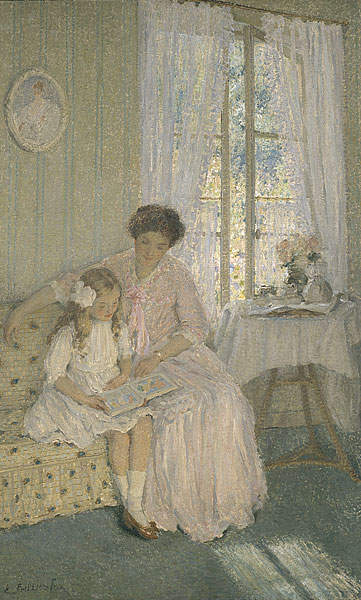
Cours particulier en Autriche au début du XXe siècle.

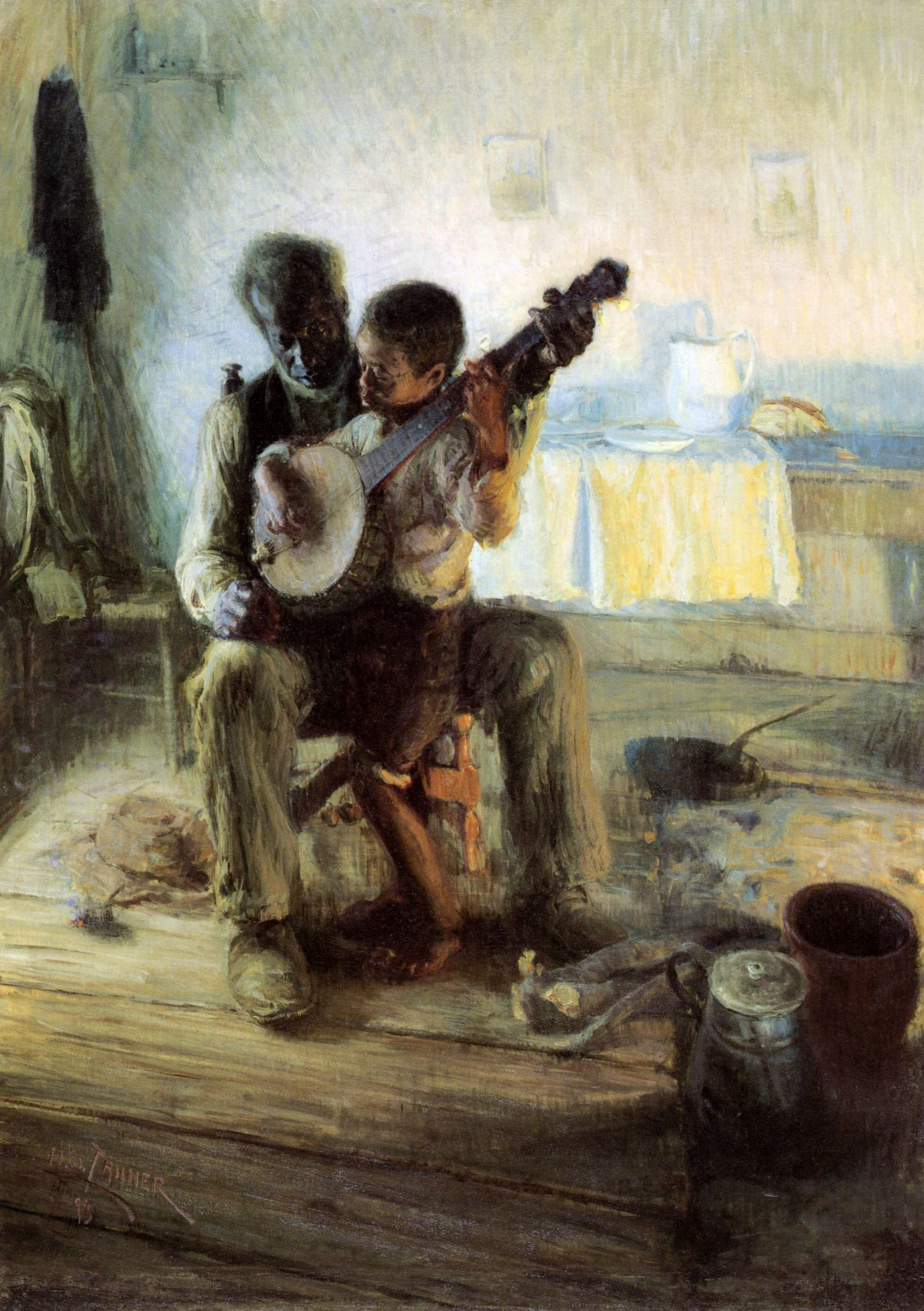
Cours de Banjo par Henry Ossawa Tanner en 1893.

Avant l'école obligatoire pour tous les enfants, les enfants des familles aisées disposaient d'un précepteur qui leur dispensait des cours particuliers.

## Plateformes
Les plateformes de cours particuliers sont spécialisées dans le domaine de l’éducation et de l’apprentissage. Elles s’illustrent dans la mise en relation entre les élèves et les professeurs particuliers à travers un esprit de partage de connaissances et de transmission du savoir.
Les plateformes de cours particuliers répondent aux besoins de tous ceux qui veulent développer leurs compétences, apprendre une nouvelle langue ou s’initier à une nouvelle activité (langue, cuisine, sport, musique...). Ces plateformes apportent une solution adaptée aux parents en quête de professeurs particuliers pour leurs enfants, qu’il s’agisse de cours particuliers, de soutien scolaire ou d’une simple aide aux devoirs.